# أنخيل فرانكو مارتينيز
أنخيل فرانكو مارتينيز (ولد في 31 أكتوبر 1938 – 03 فبراير 2024) مصرفي وحكم كرة قدم إسباني، عمل حكم ساحة بين عامي 1966 وحتى 1969 في الدرجة الثانية من عام 1969 وحتى عام 1986 في الدرجة الأولى، بعد مسيرة استمرت 26 عامًا وأكثر من 150 مباراة دولية. آخر مباراة كانت بين أندرلخت وبايرن في ميونيخ عام 1986. كما عمل في منصب نائب رئيس لجنة الحكام الفنية.
شارك في أول بطولة كأس العالم للشباب التي أقيمت في التاريخ عام 1977 في تونس، والتي حسم فيها صافرة نصف النهائي، بين المكسيك والبرازيل. وانتهى الأمر بالتتويج منتخب المكسيك.
واجه فرانكو مشاكل بسبب اسم عائلة خلال 17 عامًا حكمها في دوري الدرجة الأولى. كان أحد أكثر الحكام الواعدين في ذلك الوقت، وأنه نظرًا لاسمه الأخير "حُكم عليه بعدم استدعاء نهائي كأس جينيريسيمو (كأس الملك السابق) طالما كان جنرال وديكتاتور إسباني فرانثيسكو فرانكو على قيد الحياة.
أدى ظهور حكم شاب يحمل الاسم الأخير فرانكو في الصحف إلى ظهور سجلات وعناوين سياسية مناهضة للحكومة وجمل مماثلة سهلت الانتقادات المستترة للديكتاتور من قبل بعض النقاد في ذلك الوقت - أو على الأقل هذا هو ما يمكن فهمه، تلك المنشورات والعناوين التي أزعجت الديكتاتور. وليس فقط في ظهورها وسائل الإعلام، بل أيضًا استغل المشجعون الملاعب للتنفيس عن الغضب عن الدكتاتور، مختبئين وراء الاسم الأخير للحكم.الأمر الذي أثار ردود فعل فورية من جانب جهاز الرقابة، الذي حث الجهات التحكيمية ووسائل الإعلام على تسمية الحكام باللقبين دون استثناء. أدى هذا إلى قيام فرانسيسكو فرانكو بإجبار الحكام على تسمية الحكام بلقبيهم، وهو ما صبح تقليد مستمراً. حيث يتم تحديد الحكام بالاسم الأول والأخير.
ربما كان الأمر مجرد صدفة، لكن الجوائز جاءت إلى فرانكو مارتينيز ابتداءً من عام 1975، مع وفاة الدكتاتور فرانثيسكو فرانكو. بالإضافة إلى أحداث كأس العالم، مع ظهور الديمقراطية، أدار ثلاث نهائيات لكأس الملك بين نادي برشلونة ونادي لاس بالماس عام 1978؛ نادي ريال مدريد ونادي كاستيا بعد عامين؛ ونهائي كأس ملك إسبانيا 1984 بين نادي أتلتيك ونادي برشلونة والتي انتهت بفوز أتلتيك وانتهت بشجار هائل بين مجموعتي اللاعبين من ضمهم خافيير كليمنتي ومارادونا على أرض الملعب بعد صافرة النهاية. بالرغم أنه لم يعلم بالأمر بعد انتهاء المباراة، لكنه شاهد الأحداث بعد أيام على شاشة التلفزيون.

## حكم ساحة
- كأس العالم لكرة القدم تحت 20 عام 1977 (3 مباريات)
- نهائي كأس ملك إسبانيا 1978
- نهائي كأس ملك إسبانيا 1980
- نهائي كأس ملك إسبانيا 1984
- كأس العالم 1978 (3 مباريات)[7]

### مشاركات الدولية
| تصفيات كأس الأمم الأوروبية 1980 | تصفيات كأس الأمم الأوروبية 1980 | تصفيات كأس الأمم الأوروبية 1980 | تصفيات كأس الأمم الأوروبية 1980        | تصفيات كأس الأمم الأوروبية 1980 |
| تاريخ                           | مباراة                          | مكان                            | الملعب                                 | جولة                            |
| ------------------------------- | ------------------------------- | ------------------------------- | -------------------------------------- | ------------------------------- |
| 29 أكتوبر 1975                  | أيرلندا الشمالية – تركيا        | دبلن                            | داليمونت بارك                          | مرحلة المجموعات                 |
| 11 أكتوبر 1978                  | الدنمارك – بلغاريا              | كوبنهاغن                        | ملعب باركن                             | مرحلة المجموعات                 |
| 28 مارس 1979                    | بلجيكا – النمسا                 | بروكسل                          | ملعب كونستانت فاندن ستوك               | مرحلة المجموعات                 |
| 05 سبتمبر 1979                  | السويد – فرنسا                  | سولنا                           | ملعب روسوندا                           | مرحلة المجموعات                 |
| كأس العالم 1978 – الأرجنتين     |                                 |                                 |                                        |                                 |
| تاريخ                           | مباراة                          | مكان                            | الملعب                                 | جولة                            |
| 03 يونيو 1978                   | بيرو – إسكتلندا                 | قرطبة                           | ملعب شاتو كاريراس الأولمبي             | مرحلة المجموعات                 |
| 06 يونيو 1978                   | بولندا – تونس                   | روساريو                         | ملعب جيغانتي دي أروييتو                | مرحلة المجموعات                 |
| 21 يونيو 1978                   | إيطاليا – هولندا                | بوينس آيرس                      | ملعب مونومنتال أنتونيو فيسبوسيو ليبرتي | مرحلة المجموعات الثانية         |

### سنوات النشاط
| فئة                            | البلد   | عام       |
| ------------------------------ | ------- | --------- |
| الدوري الإسباني الدرجة الثانية | إسبانيا | 1966-1969 |
| الدوري الإسباني الدرجة الأولى  | إسبانيا | 1969-1986 |